# 阿拉哈克湖
阿拉哈克湖也作吐孜库勒、科克苏盐湖、盐湖，是一个位于中国新疆维吾尔自治区阿勒泰地区阿勒泰市阿拉哈克镇东南5千米处的鹹水湖，水域面积5.4平方千米，湖面海拔488米。湖水依靠夏秋两季降雨和沙依尔山的季节性洪水以及阿拉哈克河地表水转化形成的地下水补给，夏、秋季积水深1米左右，春季只有一层薄薄的盐水。湖区呈西北至东南斜长形。湖水矿化度很高，储有大量的池盐和芒硝混生矿，是阿勒泰盐场、科克苏盐场所在地。湖泊南、北两岸分布有约400株濒危植物－盐桦（Betula halophila）。
在《中国湖泊志》书后附录中记录本湖名为“盐湖”，湖长4.9千米，最大宽1.5千米，平均宽1.0千米，面积5.1平方千米。